# Bosio
Bosio – miejscowość i gmina we Włoszech, w regionie Piemont, w prowincji Alessandria.
Według danych na styczeń 2010 gminę zamieszkiwało 1227 osób przy gęstości zaludnienia 18,3 os./1 km².